# Maître de Flore
Le Maître de Flore est un peintre français de l'École de Fontainebleau, actif vers le milieu du XVIe siècle.

## Biographie

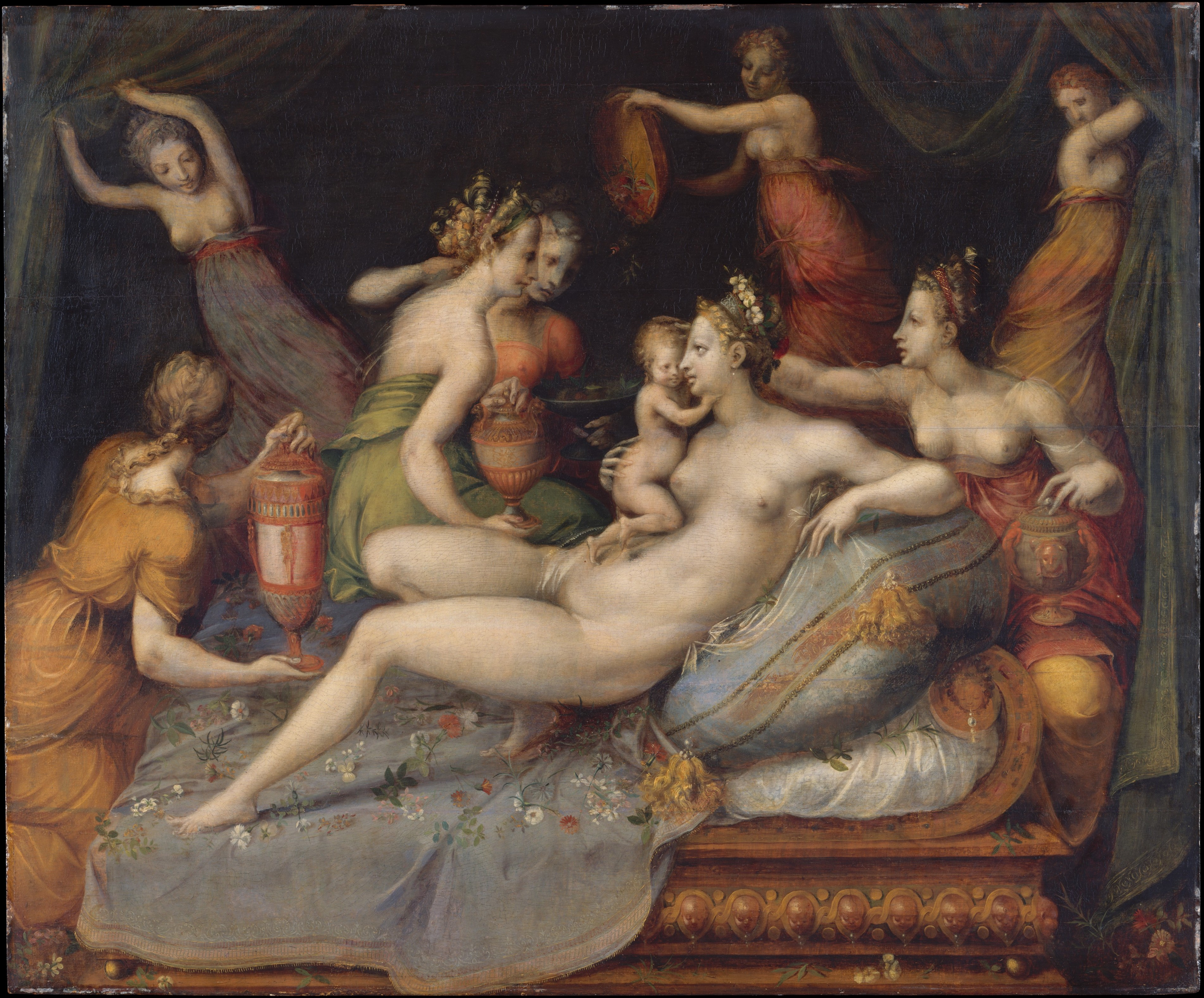
La Naissance de l'Amour, New-York, Metropolitan Museum of Art.

Le nom de convention « Maître de Flore » sert à désigner une personnalité artistique aux contours encore mal définis, identifiée une première fois par Charles Sterling puis précisée par Sylvie Béguin, autour d'un corpus réduit d'œuvres de la première école de Fontainebleau. L'usage de « Maître de Flore » provient d'une peinture autrefois dans la collection d'Albenas et aujourd'hui conservée au musée des Beaux-Arts de San Francisco, identifiée autrefois comme une Flore (aujourd'hui renommée Vénus et l'Amour). Un autre exemplaire avec variante, désigné sous le nom de Triomphe de Flore est conservé dans une collection particulière[réf. nécessaire].
Plusieurs autres tableaux ont été greffés par la suite au corpus du « Maître de Flore », dans un ensemble encore très fluctuant : une Naissance de l'Amour (New-York, Metropolitan Museum of Art), une Allégorie de l'Abondance (Ravenne, Académie des beaux-arts), une Charité (Paris, musée du Louvre), mais aussi une Artémise (collection particulière[réf. nécessaire]) aujourd'hui rattachée à l'entourage d'Ambroise Dubois, un Triomphe de Pomone, un Loth et ses filles (collection particulière[réf. nécessaire]), une Tête de femme (localisation inconnue[réf. nécessaire]), ou une Naissance d'Adonis (Moscou, musée Pouchkine ; une seconde version conservée au Norton Simon Museum de Pasadena est aujourd'hui rapprochée de Jean Cousin le Jeune). Une copie d'après le Concert peint par Primatice dans la salle de bal du château de Fontainebleau, aujourd'hui attribuée au Maître de Flore (Paris, musée du Louvre, et autre exemplaire à New Haven, Yale University Art Gallery), atteste d'une profonde connaissance des décors de Fontainebleau et désignerait peut-être un artiste actif sur le chantier dans la seconde moitié du XVIe siècle, sous la direction de Primatice. Tous les tableaux rattachés au Maître de Flore se rejoignent par un goût gracile et élégant, témoignant d'une connaissance fine de l'esthétique en vogue à la cour de Fontainebleau sur les chantiers dirigés par Primatice. L'artiste se fait une prédilection des figures féminines, souples et sensuelles, aux profils en accolade, aux corps allongés, aux longs doigts mobiles, et aux grands pieds aux orteils relevés.
L'artiste a également été proposé comme auteur de plusieurs dessins : un Céphale et Procris (New-York, Morgan Library), une Annonciation (Vienne, Albertina), et surtout un Apollon et les Muses (Paris, musée du Louvre), qui prépare un médaillon du décor de la chambre des Arts au château d'Ancy-le-Franc. Le Maître de Flore pourrait ainsi avoir été sollicité par Antoine III de Clermont avant sa mort en 1578, pour achever un décor commencé plusieurs années plus tôt.
L'identité du Maître de Flore reste inconnue. Plusieurs artistes ont apparu comme des candidats potentiels à son identification : Jean Cousin le Jeune dont la vie et l'œuvre sont mal connues, ou des artistes actifs dans l'entourage de Primatice ou de Nicolo dell'Abate : Giulio Camillo dell'Abate (fils de Nicolo), ou Ruggiero de Ruggieri.

## Œuvres

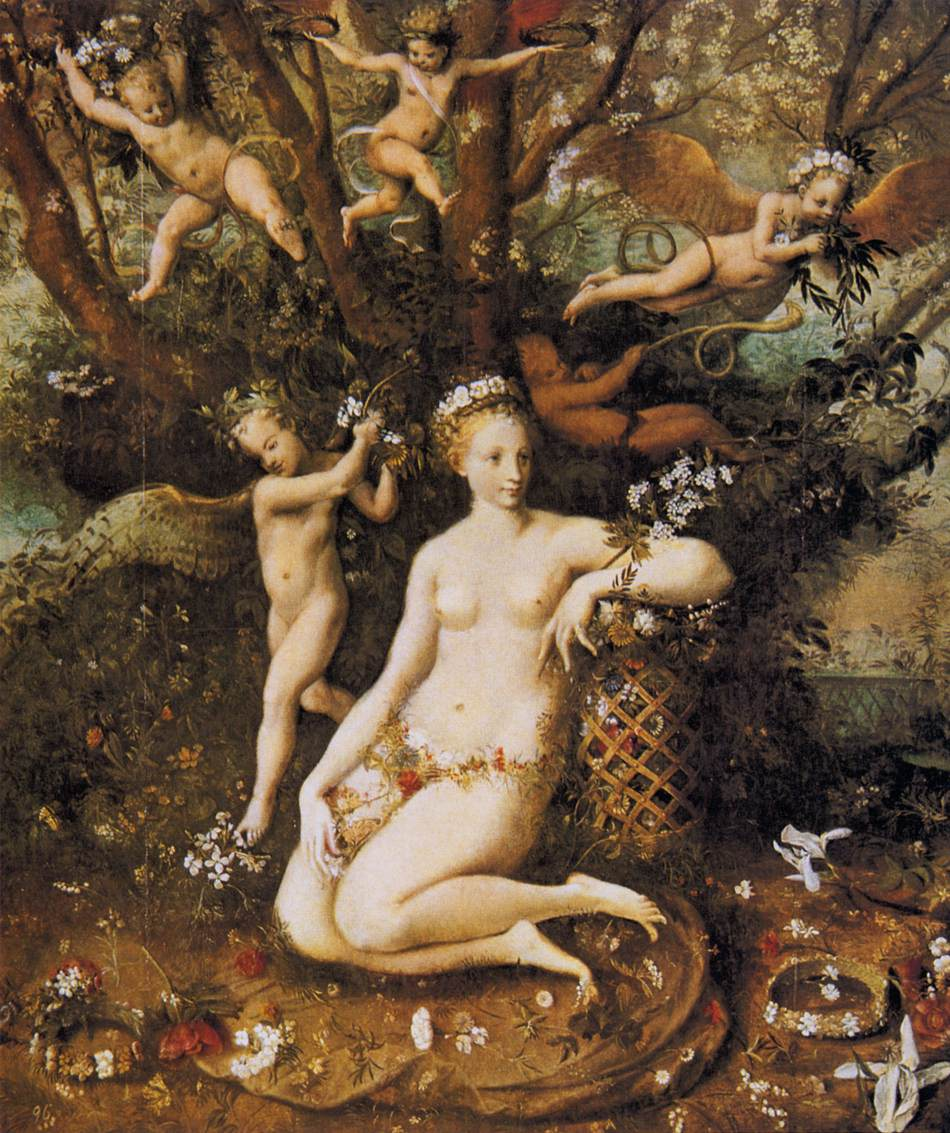
Le Triomphe de Flore, Vicence, collection particulière.

- New Haven, Yale University Art Gallery : Concert, d'après Primatice peinture[2].
- New-York :
  - Metropolitan Museum of Art : La Naissance de l'Amour, peinture[3],[4].
  - The Morgan Library : Céphale et Procris, dessin[1],[5],[6]
- Paris, musée du Louvre :
  - Concert, d'après Primatice, peinture[2].
  - La Charité (d'après Primatice), huile sur toile.
  - Vénus couronnée par un satyre, l’Amour et les trois Grâces, pierre noire, rehauts de gouache blanche sur papier, 290 × 235 mm[7] ;
  - Apollon et les Muses ou Le Parnasse, dessin.
- Ravenne, Académie des Beaux-Arts : L'Abondance, peinture.
- San Francisco, musée des Beaux-Arts : Vénus et l'Amour, dit autrefois Flore, peinture.
- Vienne, Albertina : L'Annonciation, dessin[8].
- Vicence, collection particulière : Le Triomphe de Flore, peinture[3].

- Léda (d'après Michel-Ange), Londres, National Gallery

### liens externes
- Notices d'autorité :   - VIAF
  - ISNI
  - GND
- Ressources relatives aux beaux-arts :   - Bénézit
  - RKDartists
  - Union List of Artist Names